# Pleione
Pleione (do grego Πληιόνη) é uma figura da mitologia grega. Era uma oceânide, filha dos titãs Oceano e de Tétis. Vivia no Monte Cilene, na Arcádia, sul da Grécia  e era casada com Atlas, com quem teve sete filhas as chamadas Plêiades: Alcione, Mérope, Celeno, Electra, Estérope, Taigete e Maia..